# Omocerus burakowskii
Omocerus burakowskii es una especie de insecto coleóptero de la familia Chrysomelidae.
Fue descrita científicamente en 1995 por Dabrowska & Borowiec.